# Sierra la Laguna

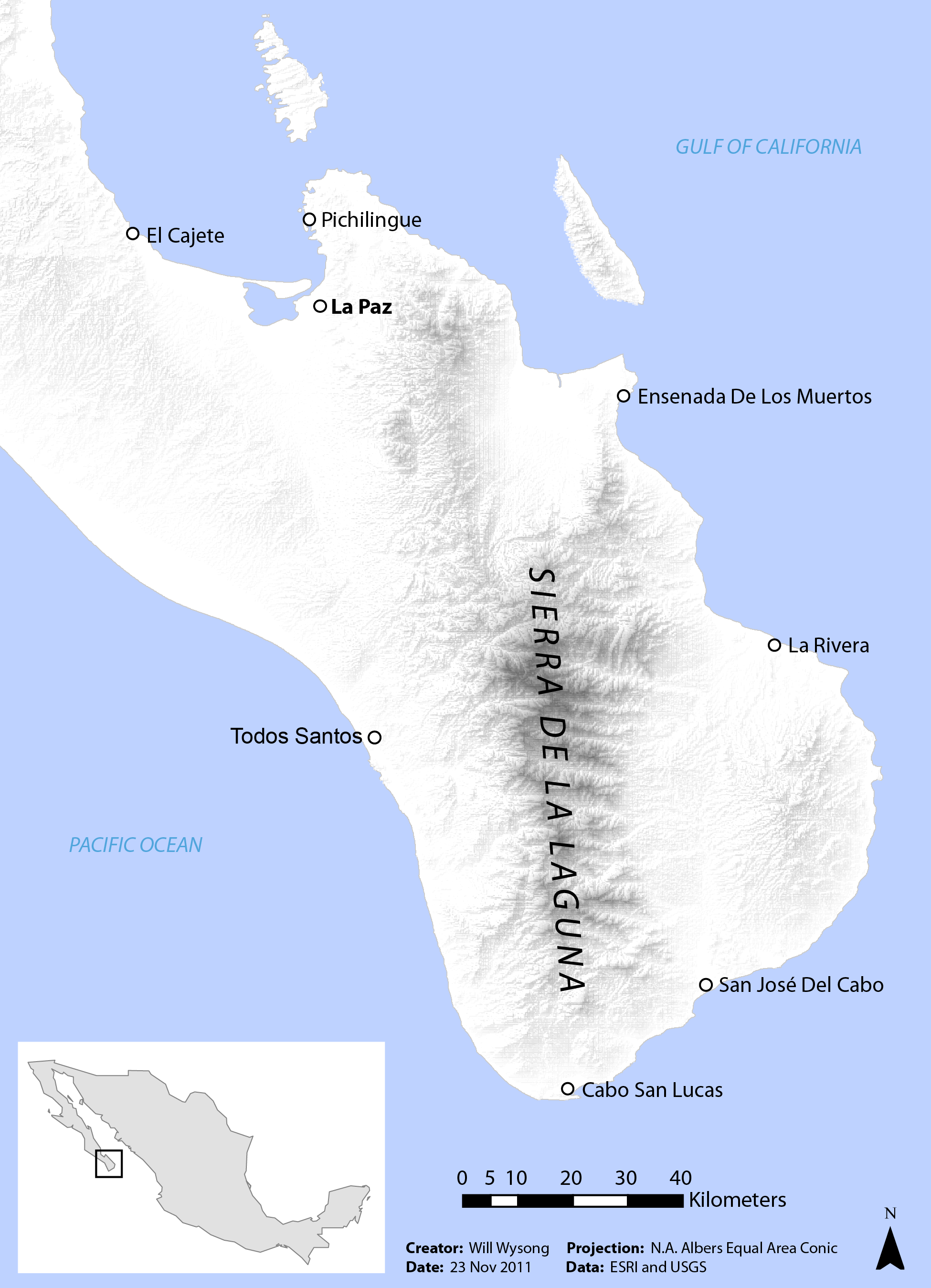
Sulla penisola della Bassa California

La Sierra la Laguna è una catena montuosa e una Riserva della biosfera nei comuni di La Paz e Los Cabos, Stato della Bassa California del Sud, nel Messico. È una zona dove si trova una grande varietà di specie endemiche, oltre a vestigia archeologiche. La cima più alta della catena raggiunge i 2080 metri s.l.m..

## Conservazione
La riserva della biosfera ha un'estensione di 112437 ettari e fu decretata il 6 giugno del 1994, stabilendo una zona centrale di 32519 ha e una di rispetto di 79317 ha. Si raggiunge tramite la strada La Paz - Los Cabos, che passa per il paese di Todos Santos, al chilometro 85.

## Ecosistemi
La Riserva della Biosfera Sierra de la Laguna è formata da 15 sotto-conche e costituita da una zona di grande biodiversità: vi è l'unico bosco di conifere, palmizi, cespugli e pini messicani dello Stato ed è l'unica selva tropicale della Penisola di Bassa California.
La flora consta di specie come querce, pini domestici, corbezzoli e sotoli, oltre a  tabardillo, tacotillo, chicura e cactus. La riserva ospita diverse specie di fauna, come mammiferi (cervi, coyote, lepri, puma, volpi grigie), volatili (colombe dalle ali bianche, urubù, allocchi). Inoltre ospita 40 specie di rettili e 97 di insetti, tra i quali ragni e tarantole. Non vi sono progetti minerari nella zona centrale e quelli nella zona di rispetto sono stati respinti. I grandi sviluppi turistici, come quello del Capo Cortés, tra gli altri, rappresentano una minaccia per la zona di rispetto.

## Caratteristiche fisiche
La geologia superficiale del massiccio e parte della regione collinare è formata principalmente da rocce intrusive massicce e, sostanzialmente, da graniti e sieniti. Questi materiali rocciosi fanno probabilmente parte di batoliti del Cretaceo che stanno alla base di gran parte della Penisola della Bassa California. Le rocce sono a grana grossa e fortemente consolidata.
I suoli della catena sono generalmente poco sviluppati; nelle parti più scoscese della Riserva della Biosfera Sierra de la Laguna dominano i suoli sottili e di poco sviluppo arbustivo, limitato dalle rocce. La vegetazione presente su questo tipo di suoli è quella di pinete basse a foglia caduca e boschi. La Riserva della Biosfera Sierra de la Laguna rappresenta la principale fonte di ricarica dei manti freatici, e rifornisce di acqua il 67% della popolazione dello Stato; entro i confini della riserva si trova la maggior percentuale della rete fluviale di questa regione montagnosa, di origine pluviale.